# Rancho Nuevo, Xicotepec
Rancho Nuevo är en ort i Mexiko.   Den ligger i kommunen Xicotepec och delstaten Puebla, i den sydöstra delen av landet, 160 km nordost om huvudstaden Mexico City. Rancho Nuevo ligger 653 meter över havet och antalet invånare är 371.
Terrängen runt Rancho Nuevo är kuperad österut, men västerut är den bergig. Runt Rancho Nuevo är det ganska tätbefolkat, med 149 invånare per kvadratkilometer. Närmaste större samhälle är Xicotepec de Juárez, 7,4 km sydväst om Rancho Nuevo. I omgivningarna runt Rancho Nuevo växer i huvudsak städsegrön lövskog.